# Атакішиєв Сахіб Магеррам огли
Сахіб Магеррам огли Атакішиєв (нар. 8 травня 1967, м. Гянджа, Азербайджанська РСР — 13 березня 2017, м. Авдіївка, Донецька область, Україна) — український військовослужбовець, сержант Збройних Сил України, учасник російсько-української війни.

## Біографія
Народився 1967 року в азербайджанському місті Гянджа (на той час — Кіровабад), у багатодітній родині. 1984 року закінчив середню школу. У 1989 році — Азербайджанський технологічний інститут (нині — Азербайджанський технологічний університет, м. Гянджа) за спеціальністю інженер-механік апаратів харчової промисловості. Проходив строкову військову службу в Збройних Силах СРСР, — служив у танкових військах Білоруського військового округу.
1997 року оселився у місті Сватове на Луганщині, де раніше проживала його рідна сестра. З 2003 по 2009 рік займався підприємництвом (ФОП), тримав магазин «Жасмін» у Сватові. Потім їздив на заробітки.
29 липня 2016 року вступив на військову службу за контрактом і пішов на фронт захищати свою другу Батьківщину. Близько 4 місяців перебував у Торецьку, з лютого 2017 року боронив Авдіївку.
Сержант, стрілець-помічник гранатометника, механік-водій гірсько-штурмового взводу 108-го окремого гірсько-штурмового батальйону 10-ї окремої гірсько-штурмової бригади, в/ч А3715.
13 березня 2017 року загинув під час виконання бойового завдання в районі Авдіївки від поранення у шию снайперською кулею калібру 7,62 мм, що влучила рикошетом.
Похований на Центральному кладовищі Сватового.
Залишилися дружина Маргарита Вікторівна, 16-річний син Мурад та троє дітей дружини, яких виховував як своїх, — Рима, Марія і Богдан.

## Нагороди
Указом Президента України № 12/2018 від 22 січня 2018 року, за особисту мужність і самовіддані дії, виявлені у захисті державного суверенітету та територіальної цілісності України, зразкове виконання військового обов'язку, нагороджений орденом «За мужність» III ступеня (посмертно)..